# Anatólios

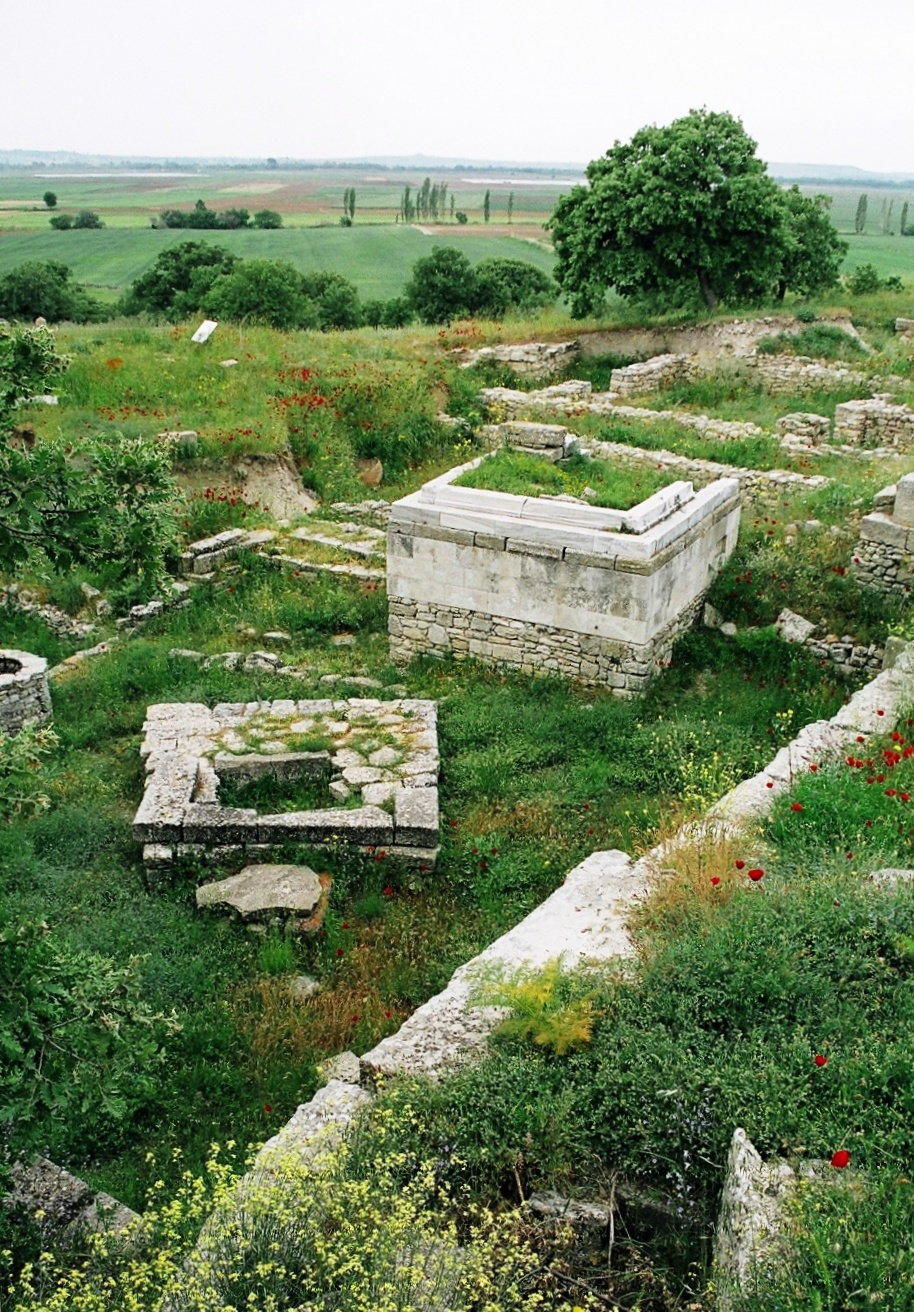
Ruínas de Troia

A Anatólia foi o berço de muitas civilizações no decorrer da história. Embora não tão avançados como as civilizações do Egito ou Mesopotâmia, os hititas, que falavam uma língua caracterizada por prefixos, eram todavia uma das mais avançadas sociedades de seu tempo (3000-2 000 a.C.). Os objetos em exibição no Museu de Civilizações Anatólias de Ancara constituem a melhor coleção da Idade do Bronze no mundo depois do tesouro de Ur no Museu Britânico. A coleção de Ancara, datada entre 2000-1 900 a.C., procede dos túmulos de Alacahoyuk, Horoztepe e Mahmatlar, e inclui artefatos em ouro, prata, zinco, bronze e cerâmica.

## Um posto avançado contra invasões a partir dos Bálcãs: Troia
Durante a época dos hatitas, Troia I (3500-2 500 a.C.) e Troia II (2500-2 200 a.C.) representaram a Idade do Bronze no noroeste da Anatólia. Ambas caíram dentro da esfera da cultura egeia, e Troia II teve uma época particularmente brilhante. Os vasos de ouro descobertos por Heinrich Schliemann, mantidos no Museu Etnológico de Berlim (Berlin Völkerkunde Museum), desafortunadamente desapareceram durante a Segunda Guerra. As riquezas de Troia são agora representadas pela joalheria de ouro em exibição no Museu de Arqueologia de Istambul. Troia III-V (2200-1 800 a.C.) é uma continuação de Troia II.

## Migração dos povos indo-europeus para a Anatólia

### Reinos hatitas e hititas

Império Hitita (vermelho) no auge do seu poder (cerca de), limitando-se com o Egito (verde).

As migrações Indo-Europeias, que aconteceram sobre um vasto território estendendo-se da Europa ocidental à Índia, trouxe alguns povos através do Cáucaso para a Anatólia. O povo nesi se estabeleceu na Anatólia central, os palas na Paflagônia, e os luvianos no sul da Anatólia. Durante estas migrações, os recém-chegados gradualmente conquistaram os reinos hatitas para formar primeiro o Antigo Reino Hitita (1660-1 460 a.C.) e depois o Grande Reino Hitita (1460-1 190 a.C.).

### O Império Hitita
Hititas fundaram um estado feudal federativo e durante seus dois últimos séculos constituíram uma das duas superpotências da época, ao lado do Egito. De origem indo-européia, os hititas reconheciam a igualdade entre o homem e a mulher, e de fato sua lei incorporava direitos até mesmo para os escravos. Nenhum outro sistema legal no mundo até aquela época era tão avançado. Embora a monarquia fosse hereditária, passando de pai para filho, ela era baseada na ideia primus inter pares, o primeiro entre os seus pares (os seus iguais), e o governante era obrigado a trazer muitos assuntos ante o senado, que era formado por aristocratas conhecidos como a classe dos pancus.
No momento em que no Oriente Próximo esfolar e empalar os inimigos era a regra, quando cabeças e mãos eram cortadas e pirâmides eram feitas delas, os hititas eram espantosamente humanos, quase tão civilizados quanto as nações atuais.
Os hititas adotaram a religião, mitologia, língua e costumes hatitas, assim como seus nomes para lugares, montanhas, rios e pessoas. Devido aos mesopotâmios chamarem a Anatólia de "a terra dos hatitas", aos recém-chegados foi por engano dado o nome de "hititas".
A arquitetura hitita era altamente original, e incluía as mais poderosas muralhas do Oriente Próximo no segundo milênio a.C. Eles também construíram os mais impressionantes templos, e desenvolveram uma arte figurativa que se disseminou por toda a Anatólia.

## A Ílio da Ilíada de Homero (Troia IV 1800-1 275 a.C.)
Como os hititas estavam estabelecidos na Anatólia central, outro povo indo-europeu estava prosperando na região de Canakkale, em Troia IV, no que hoje é uma das mais admiráveis ruínas da Turquia, com uma muralha preservada até a altura de 4 metros, assim como várias casas bem preservadas.
A Ílio do rei Príamo, na epopeia de Homero, corresponde à sexta camada (1325-1 275 a.C.) e foi destruída por um terremoto, enquanto a cidade capturada pelos aqueus foi Troia VII (1275-1 240/1 200 a.C.). Quando Troia VI foi destruída por um terremoto em 1 275 a.C., seguindo-se a pilhagem de Troia VII em 1 240/1 200 a.C. pelos aqueus, um sólido posto avançado contra incursões vindas do noroeste - um posto avançado que que havia se sustentado por dois mil anos - deixou de existir. E, sem dúvida, a cerâmica feita à mão descoberta em Troia VII (1420-1 190 a.C.), assim como os potes de cerâmica encontrados, são de origem balcânica. Tendo capturado Troia em 1 200 a.C., os povos balcânicos prosseguiram com a ocupação da Anatólia em ondas; por volta de 1 190 a.C., eles destruíram a capital hitita de Hatusa e penetraram em direção ao sul até a fronteira assíria.

## Civilizações que influenciaram os helenos

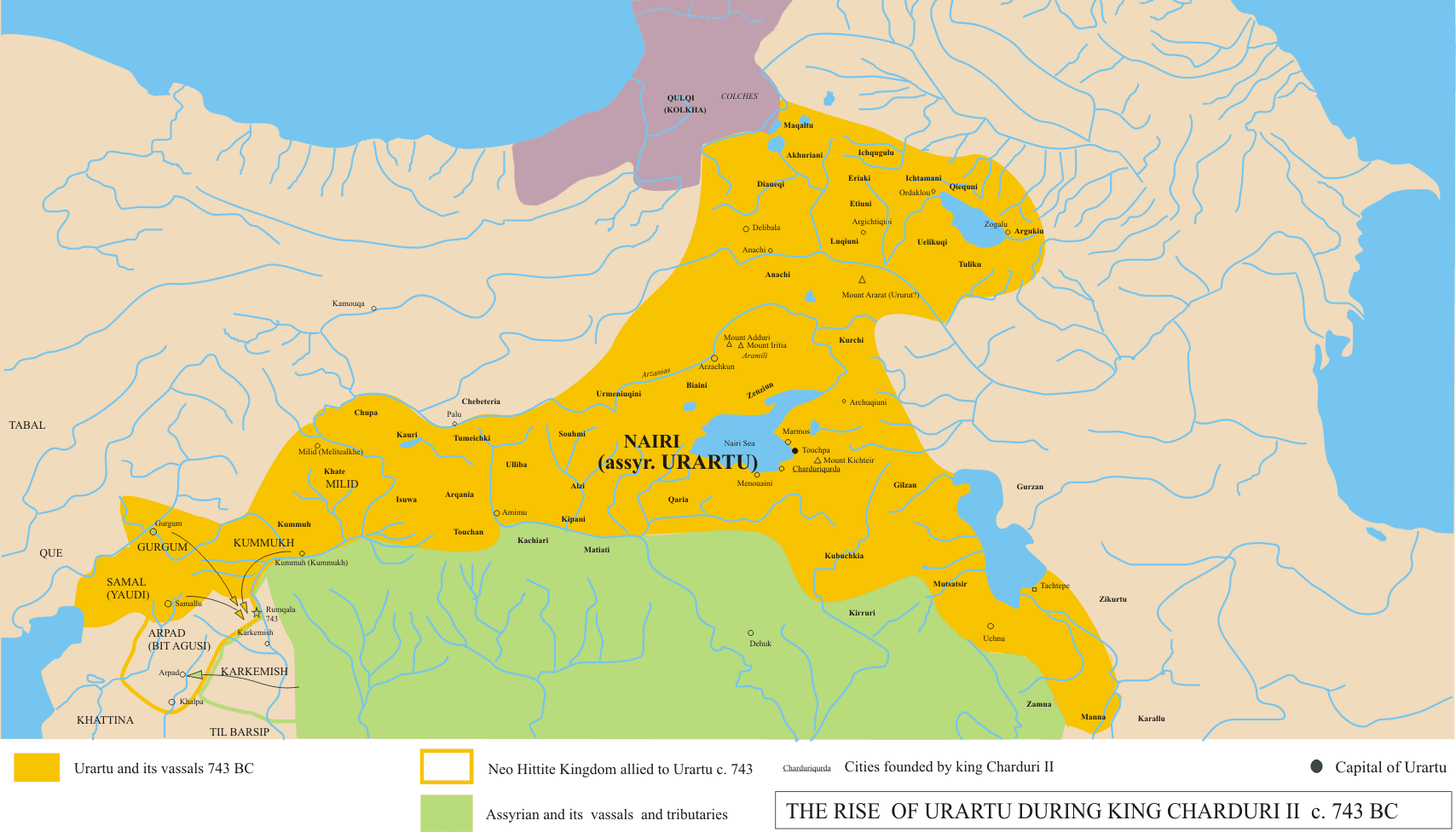
Urartu em sua extensão máxima

### O reino de Urartu (860-580 a.C.)
No sudeste e no leste da Anatólia, que aparentemente não haviam sido muito afetados pelas migrações dos povos balcânicos, os Império Hitita tardio (1200-700 a.C.) e o reino de Urartu (860-580 a.C.) produziram um alto nível de cultura.
No século VIII a.C., os helenos entraram em contato com a rica herança de dois mil anos da Mesopotâmia por intermédio do Império Hitita tardio no sudeste da Anatólia. Os helenos adquiriram o alfabeto feníciode Al Mina, e a mitologia e a arte figurativa que pode ser vista em Homero e Hesíodo, das cidades hititas de Kargamish e Malitene. O capacete de um heleno do século VIII a.C., junto com seu escudo, vários cintos e diferentes enfeites de cabelo, eram exatamente iguais àqueles dos hititas. A arte figurativa e decorativa grega dos séculos VIII e VII a.C. seguem o estilo e a iconografia hitita.
Embora os urartus fossem fortemente influenciados em sua arte pelos assírios e hititas tardios, eles produziram artefatos excelentes, os quais eles eram capazes de exportar para cidades gregas e etruscas.

### Os frígios (750-300 a.C.)

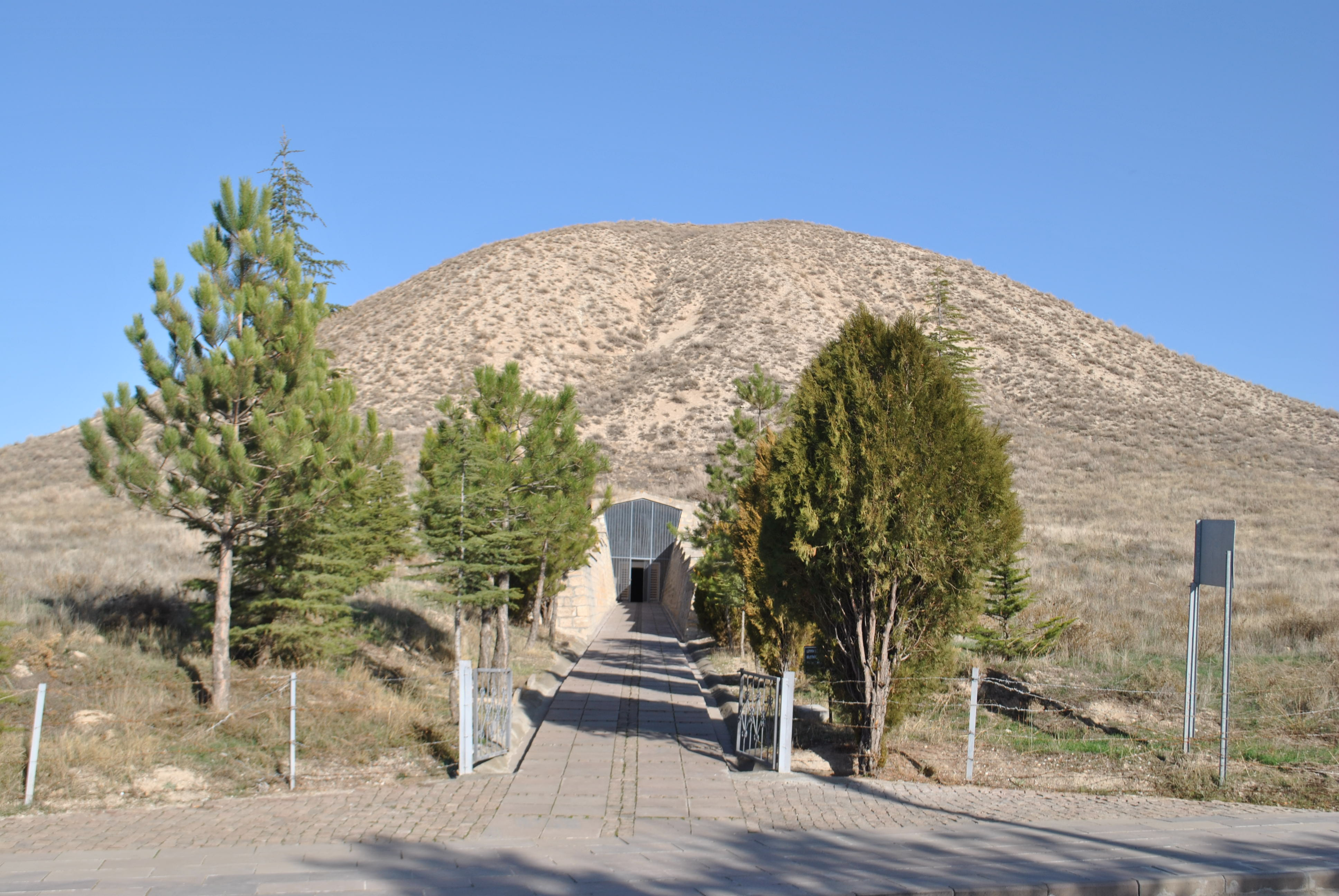
Túmulo do rei Midas da Frígia em Górdio

Os frígios estavam entre os povos balcânicos que chegaram à Anatólia por volta do ano 1 200 a.C. Mas eles só apareceram em cena como uma entidade política no ano de 750 a.C., conhecida como Reino da Frígia. O mundo helênico conhecia o rei frígio Midas como uma figura lendária com orelhas compridas e que transformava em ouro tudo o que tocasse. Os assírios, por outro lado, registram-no como rei em 717, 715, 712 e 709 a.C. Embora o poderoso reino que Midas fundou tivesse sido varrido pelos cimérios no primeiro quarto do século VII a.C., grupos dispersos de frígios continuaram a desenvolver sua civilização na Anatólia central por todo o século VI a.C. Os templos de pedra frígios e tesouros na vizinhança de Esquixequir e Afyon estão inteiramente preservados, assim como estão entre os melhores trabalhos produzidos de sua época.

## Lídios, cários e lícios

Reino da Lídia no século VI a.C.

Os lídios e os lícios falavam línguas que eram essencialmente indo-europeias, mas ambas as línguas haviam adquirido elementos não indo-europeus antes dos períodos hitita e helenístico. Ambos os alfabetos eram muito parecidos com o alfabeto grego. Durante o reinado de Creso (575-545 a.C.), famoso por sua riqueza, Sardis, a capital do Reino da Lídia era uma das mais brilhantes cidades do mundo antigo.
Embora o alfabeto cário lembre o lício, a língua cária ainda não foi decifrada. Heródoto conta que, de acordo com uma lenda cretense, os cários eram conhecidos como leleges e viviam nas ilhas à época do reino minoico, isto é, na metade do segundo milênio a.C. Os cários, no entanto, reivindicavam ser anatólios nativos, aparentados com os lícios e com os mísios.
Os achados arqueológicos pertencentes a todas as três culturas mostram forte influência helênica. Das três, os lícios são os que melhor mantém suas próprias características. Seus monumentos escavados na rocha estão entre os trabalhos artísticos mais interessantes da Anatólia antiga.

## A civilização jônica (1050-1 030 a.C.)
Após a destruição de Troia, os gregos construíram cidades por todo o litoral da Anatólia ocidental. No século IX a.C. eles produziram a primeira obra-prima da civilização ocidental, a Ilíada de Homero.
Durante a era dos filósofos (600-545 a.C.), a cultura anatólia foi de um brilho inigualável no mundo de sua época, substituindo o Egito e a Mesopotâmia. Rejeitando a ideia dos gênios, fadas e causas mitológicas, os filósofos investigaram os fenômenos naturais de espírito livre; Tales de Mileto, filho do cário Hexâmies, usando os mesmos métodos que usaríamos hoje, previu um eclipse do Sol em 28 de maio de 585 a.C. Esta foia primeira predição de um evento natural na história.

## Período helenístico (333-30 a.C.)
Durante este período, Mileto, Priene, Éfeso e Teos estavam entre as principais cidades do mundo, e a arquitetura anatólia foi enormemente influenciada por Roma.

## Período romano (30 a.C.-595 d.C.)
Os romanos desenvolveram a técnica de cimentar tijolos, e através disto produzindo arcos, abóbadas e cúpulas de grande volume. Estes foram os primeiros grandes feitos de engenharia na história, e embora executados inicialmente em Roma, em pouco tempo chegou à Anatólia. Belas cidades apareceram não apenas no sul e no oeste da península, mas também na região central. Em todas estas cidades havia obras monumentais tais como ágoras, ginásios, estádios, teatros, banhos e outras edificações, sendo muitas delas em mármore. As estradas, também, foram pavimentadas com mármore e demarcadas com colunatas, dessa forma protegendo os cidadãos do Sol e da poeira no verão, e do frio e da lama no inverno. Havia água canalizada para as cidades via aquedutos a partir de fontes, assim como uma bem mantida rede de estradas de pedras interligando as cidades da península.

## Os turcos
O primeiro povo a residir em toda a Anatólia foram os turcos. Os hititas, frígios e gregos viveram em apenas partes da península. Os turcos chegaram à Anatólia da Ásia Central através de migrações contínuas e incursões e, por sua política de tolerância no governo conquistaram a admiração dos povos indo-europeus que viviam na península. Foram os turcos que adotaram o Islã, e com esse fundamento se misturaram com os povos locais a partir de 1071. Nove séculos se passaram a partir de então, o que resultou na atual Turquia.